# José Luis Alcazo
José Luis Alcazo Alcazo (Albero Baixo, 1954 - Madrid, 13 de septiembre de 1979), también conocido como Josefo o Chusé Loís,fue un estudiante español asesinado por una banda de ultraderecha durante la Transición española.

## Biografía

### Orígenes y asesinato
Nacido en la localidad aragonesa de Albero Baixo, se trasladó a vivir a Madrid para cursar los estudios universitarios de ingeniería agrónoma, que abandonó en segundo curso para iniciar los de historia. También militó en círculos universitarios aragonesistas  de la época, lo que le llevó a formar parte del Seminario de Estudios Aragoneses (SEA) y crear un núcleo destinado al aprendizaje y enseñanza del aragonés junto a su hermana Carmen y otros compañeros. El 13 de septiembre de 1979, tras acabar los exámenes de la universidad, asistió al Parque del Retiro de Madrid con amigos, como hacía habitualmente. Ese dia estaban presentes Marisol de Mateo, Jesús Oyamburu, Luciano Sánchez, Mariela Quiñones y Luis Canicio, amigo de Mariela.
Por la tarde, cuando caminaban por el paseo de Fernán Núñez, fueron atacados por sorpresa por un grupo de extrema derecha españolista autodenominado «Servicio Especial» (o «Los bateadores»). Este grupo estuvo formado por Eduardo Limiñana Sanjuán, Fernando Pita de Veiga Corral, Ángel Luis y José Antonio Nieto García, Emeterio Iglesias Sánchez, Gabriel Rodríguez Medina, José Miguel Fernández Marín, Miguel Cebrián Carbonell y, estando por debajo de la edad penal, Pablo Calderón Fornos (14 años) y José María Nieto García (15 años). Algunos de ellos eran parte de Fuerza Joven, las juventudes de Fuerza Nueva que habían sido responsables de los asesinatos de Miquel Grau, Jorge Caballero, Arturo Ruiz o la matanza de Atocha, entre otros.
El ataque con palos y cadenas causó heridas en dos de los jóvenes, Oyamburu y Canicio, y la muerte de Alcazo por las contusiones sufridas por la paliza. El asesinato produjo una gran conmoción y se organizaron diversas manifestaciones en Huesca y en Madrid. El joven fue enterrado en el cementerio de su localidad natal, previo funeral en la iglesia del pueblo.

### Juicio
La Sección Segunda de la Audiencia Provincial madrileña condenó a Limiñana y Ángel Luís Nieto a 11 años de prisión por homicidio y lesiones graves; a José Antonio Nieto a 3 años por lesiones; a Pita da Veiga y Fernández Marín a 6 meses por lesiones; a Iglesias a 5 meses por lesiones; a Rodríguez Medina a 2 años y 6 meses por homicidio y lesiones graves; y a Cebrián a 6 meses por homicidio. Con ello, quedó descartada por la sentencia el agravante de alevosía, necesario para el delito de asesinato (y no mero homicidio).
A pesar de haberse ordenado el ingreso en prisión ese mismo mes, las autoridades judiciales permitieron que pasaran la Navidad en casa a petición propia y no serían encarcelados hasta febrero de 1984. Por otra parte, José Antonio Nieto, a pesar de haber cumplido menos de la mitad de la condena en prisión preventiva, no volvió a la cárcel tras el juicio. Tras recurrirse la sentencia ante el Tribunal Supremo, la corte elevó las penas de privación de libertad a 22 años y 8 meses para Ángel Luis Nieto, 11 años y 4 meses para Limiñana, 10 años y 4 meses para Rodríguez Medina, 2 años y 10 meses para Cebrián y mantuvo la de 3 años para Cebrián y José Antonio Nieto y las de hasta 6 meses para los otros tres procesados.
En el primer día, el acusado Limiñana reconoció que golpeó con un bate de béisbol por la espalda a Luis Francisco Canicio, que cayó al suelo. A continuación, cuando siguió golpeándolo, Alcazo le sujetó el bate y, después de un tira y afloja, se lo sacó de las manos. Según Limiñana, «entonces me cogió miedo y pidió ayuda», justo antes de que varios de los acusados respondieran a la llamada y golpearon a quien le había quitado el bate. Limiñana afirmó que «aquel chico -José Luis Alcazo- salió huyendo y se golpeó con la valla del vertedero. Miguel, Gabriel, Ángel y yo le perseguimos. También había más gente que no conocía. Ya no volví a recuperar el bate hasta el final y por eso le dio patadas y golpes (...) pero inmóvil no pudo quedarse, porque murió en la ambulancia». También esgrimió que «yo dije algo como "nos hemos pasado" pero no dije "me lo he cargado"». Sin embargo, el acusado José Antonio Nieto manifestó que había escuchado decir repetidamente a Limiñana la segunda expresión. Limiñana agregó que huyó «por instinto» y que lanzó el bate de béisbol dentro de una rendija de una pared. También reconoció que, anteriormente, fue condenado en un juicio de faltas por agredir a una persona en la calle con un palo. 
En el segundo día de juicio, presentaron declaración seis de los ocho imputados. El acusado Fernández Marín expuso que:

«fuimos al Retiro para estar al acecho de ladrones, drogadictos y navajeros. Nos dividimos en dos grupos para que no pudieran rodearnos. Eduardo Limiñana, que llevaba un bate, salió y golpeó a uno de los que venían. Yo patiné y caí y no di ningún golpe a nadie. Lo único que hice fue guardar el bate en los cinco días posteriores».

En otro momento del juicio también justificó el ataque contra los jóvenes:

«porque llevaban barbas y melenas, pensamos que eran delincuentes».

Por su parte, el acusado José Antonio Nieto reconoció que llevaba un nunchaku (arma de dos palos con una cadena unida por un extremo); Iglesias, un cierre de mosquetón; y Pita da Veiga, un palo, aunque dijeron que no lo usaron en ningún momento. También añadieron que los dos hermanos Nieto fueron golpeados previamente en el Retiro y la defensa expuso este hecho para intentar demostrar la inseguridad del parque en aquellas fechas.
El 17 y 18 de noviembre de 1983, la Audiencia Provincial de Madrid juzgó por los hechos a ocho acusados en un juicio ampliamente seguido. Los procesados, todos ellos hijos de militares, fueron los mayores de edad penal: Fernando Pita da Veiga (sobrino del ministro franquista de Marina Gabriel Pita da Veiga y Sanz), José Antonio y Ángel Luis Nieto, Miguel Cebrián, Eduardo Limiñana, Emeterio Iglesias, Gabriel Rodríguez Medina y José Miguel Fernández Marín. El fiscal solicitó 27 años para Ángel Luis Nieto, 18 años y seis meses para Limiñana, Rodríguez y Cebrián, 9 años para José Antonio Nieto y 6 años y 6 meses para los tres restantes, puesto que calificó los hechos como homicidio. La acusación particular pidió 48 años para todos ellos, excepto para menores de 18 años, que la pena se reduciría a 26 años y seis meses. Por último, la defensa solicitó la libre absolución por sus clientes, excepto para Ángel Luis Nieto, a quien pidieron seis meses de arresto como responsable de un delito de imprudencia.

### Reconocimientos
El 14 de julio de 2001 Alcazo fue reconocido por el Estado español como víctima del terrorismo y, en consecuencia, se le otorgó póstumamente la Gran Cruz de la Orden de Reconocimiento Civil a las Víctimas del Terrorismo.
En 2023 María Codes, que había sido amiga de Alcazo, publicó la novela A corta distancia, que recreaba la historia del asesinato.